# IC 2087
IC 2087 — галактика типу RN (відзеркалююча туманність) у сузір'ї Телець.
Цей об'єкт міститься в оригінальній редакції індексного каталогу.